# منير الطرودي
منير الطرودي ولد في عام 1968، هو مغني جاز تونسي و شارك في عرض الزيارة لسامي اللجمي.

## السيرة الذاتية
متحصل على شهادة في الموسيقى العربية في عام 1998، و تم اكتشافه من قبل الفاضل الجزيري في عرض الحضرة سنة 1994.
في عام 2000، قام بتشكيل مجموعة ناجوز التأثيرات، الصوفية وموسيقى الجاز و بدوي. كما شارك في عدة ألبومات عازف البوق إيريك تروفاز ويحدث في مهرجان الجاز بطبرقة في عام 2000، ومهرجان مونتريال الدولي للجاز في عام 2005 والجاز في فيينا.
وأصدر ثلاثة ألبومات، فرس النبي (2002)، سلوى (2005) و تواصل(2010) .